# Walfrid Hellman
Gustaf Walfrid Hellman (ur. 17 listopada 1883 w Badelunda, zm. 7 października 1952 w Sztokholmie) – szwedzki strzelec, medalista olimpijski.

## Kariera
Wziął udział tylko w jednych Igrzyskach Olimpijskich, w 1920 roku w Antwerpii. Zdobył tam brązowy medal w drużynie, razem z Olle Ericsonem, Moritzem Erikssonem, Hugonem Johanssonem i Leonem Lagerlöfem. Uzyskał wynik 53 punkty, w drużynie lepszy od niego był jedynie Ericsson. 
Przez większość życia mieszkał w Sztokholmie, tam również zmarł.